# Erioptera (Meterioptera) illingworthi
Erioptera (Meterioptera) illingworthi is een tweevleugelige uit de familie steltmuggen (Limoniidae). De soort komt voor in het Australaziatisch gebied.